# Max Ejdum
Max Isaac Ejdum (* 15. Oktober 2004) ist ein dänischer Fußballspieler. Er spielt beim Odense BK und ist dänischer Nachwuchsnationalspieler.

## Karriere

### Verein
Max Ejdum wechselte von Svendborg fB in die Jugendabteilung von Odense BK. Am 29. Juli 2022 gab er im Alter von 17 Jahren bei der 1:5-Niederlage gegen den FC Midtjylland sein Profidebüt in der Superligaen.

### Nationalmannschaft
Am 12. November 2021 gab Max Ejdum beim 3:3-Unentschieden im Freundschaftsspiel in Bremen gegen Deutschland sein Debüt für die U18 von Dänemark. Er kam bis März 2022 auf insgesamt vier Einsätze.